# Пайт

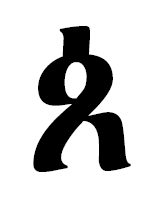

Пайт (амх. ጰይት) — двадцята друга літера ефіопської абетки, позначає абруптивний приголосний звук /pʼ/ (п з придихом).
- ጰ — пе
- ጱ  — пу
- ጲ  — пі
- ጳ  — па
- ጴ  — пе
- ጵ  — пи (п)
- ጶ  — по